# Зажицкий, Януш
Януш Зажицкий (пол. Janusz Zarzycki; 15 апреля 1914, Прушкув — 15 февраля 1995, Варшава) — польский архитектор и политик, дивизионный генерал Войска Польского. Председатель президиума городского совета Варшавы.

## Биография
Учился в Варшавской политехнике. В 1937—1938 годах окончил Мазовецкую школу резерва подхорунжих артиллерии в Замброве. Принимал участие в сентябрьской войне в составе 28-го дивизиона тяжёлой артиллерии. До 1941 года находился в СССР. В 1941 году вернулся в Варшаву. Принимал участие в ZWW и Гвардии Людовой.
В 1943 году арестован и заключён в концлагерь. В 1946—1947 и 1956—1960 годах — глава Главного политического управления Войска Польского. В 1948—1954 и 1959—1964 годах — член ЦК ПОРП. Принадлежал к фракции пулавян. В 1957—1969 годах — депутат Сейма. В 1956 и 1960—1967 годах — глава президиума городского совета (мэр) Варшавы. Входил в состав руководства Союза борцов за свободу и демократию.

## Семья
Вторая жена — известная журналистка и депутат Сейма Кристина Зелиньская-Зажицкая. Похоронен вместе с женой на Воинском кладбище Повонзки.
Дочь — Ева Берар-Зажицкая (р. 1946) — социолог и историк.